# Pneumatologi

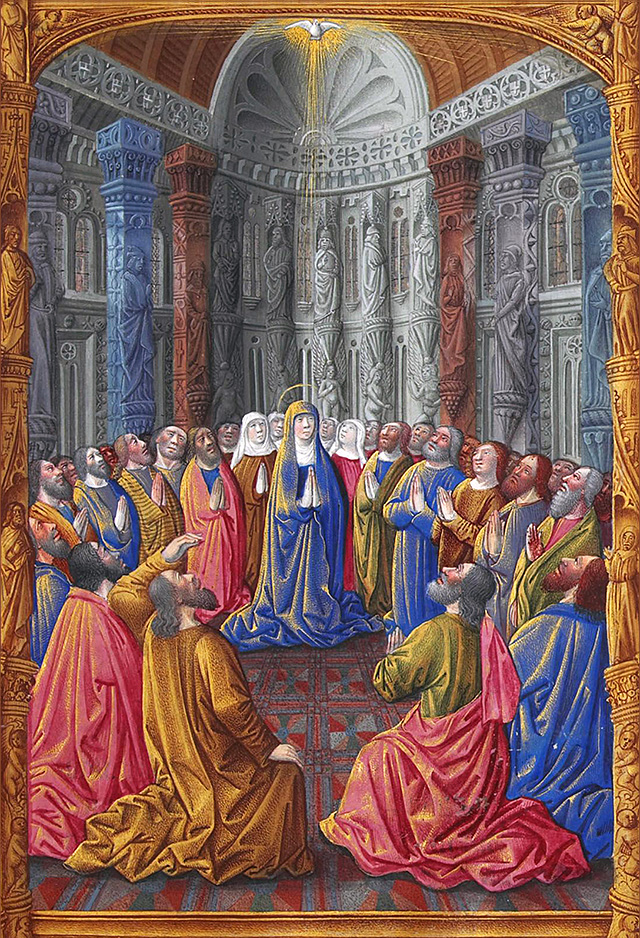
Les Très Riches Heures du Duc de Berry. Bilden föreställer hur den Helige Anden kommer till församlingen i slottet i Chantilly i form av den duva som syns längst upp i bilden. Motivet anspelar på evangeliernas berättelser om Jesu dop.

Pneumatologi (av grekiska πνευμα ungefär motsvarande ’ande’, ’vind’, ’själ’, ’luft’, ’andetag’ ) har olika betydelser inom olika områden. I allmänhet åsyftas den konfessionella läran om andeväsen, änglar och demoner, och i kristen teologi benämning på läran om den Helige Ande. Som ämne är det en del av den konfessionella metafysiken. 
Den del av den kristna teologin som sysslar med läran om änglar kallas angelologi, med läran om demoner demonologi, och till pneumatologin räknas som regel endast läran om den Helige Anden. Med de arianska striderna på 300-talet uppkom ett behov att definiera den Helige Andens existens, såsom den förstods i den kristna tron. Till den kristna pneumatologin räknas även andra företeelser som härförs till den Helige Anden, som Andens gärningar, andegåvor, andens frukter, andedop, profeternas inspiration, med mera. Olika kristna samfund företräder olika pneumatologiska teorier. Eftersom den Helige Anden är en del av treenigheten, är pneumatologin en väsentlig del av den konfessionella teologin. 
Kända pneumatologer är till exempel Filon och Yves Congar.
Pneumatologi har även en medicinsk betydelse och står där för ’vetenskapen om "luft" och gaser, deras kemiska egenskaper och användning i behandling’. Flera medicinska ord härstammar från pneuma, till exempel pneumoni ’lunginflammation’, pneumothorax ’luft i lungsäcken’, pneumartros ’luft i en led’. 